# Subgulina exigua
Subgulina exigua là một loài côn trùng trong họ Myrmeleontidae thuộc bộ Neuroptera. Loài này được Luppova miêu tả năm 1987.